# 水神楓
水神 楓（みずかみ かえで）は日本の女性声優。主にアダルトゲームに声をあてている。

## 経歴・人物
木野原さやかと共に自主製作ラジオ「☆★木野原さやかと水神楓のPiPiPiラジオ★☆」を放送している。自身の出演作『フラグへし折り男』『聖戦姫ヴァルキュア・シスターズ 〜淫闇に堕ちたアイドル〜』の発売イベントに参加してとても楽しかったため、自分でもユーザーと交流できる場を作りたいと思っていた時に、木野原からラジオに誘われたという。ラジオ内でのイメージキャラクターはネコ。

## 出演作品
太字は主役・メインキャラクター

### ゲーム

#### 2010年
- 友達以上恋人未満 〜HD Plus Edition〜（謎の少女[4]）
- ラブ・バインド（小野原 雫[5][6][7]）

#### 2011年
- 孕神〜はらかみ〜（竜胆 恵[8]）
- フラグへし折り男（相澤 悠[9][10]）
- 聖戦姫ヴァルキュア・シスターズ 〜淫闇に堕ちたアイドル〜（ルーティア[11][12]）
- 恋愛家庭教師ルルミ★Coordinate!（黒川 卯月[13][14]）
- シオンの血族 〜この不確かな世界と天使たちの輪舞曲(ロンド)〜（進藤 若菜[15]）
- 突然怪人にされた俺と悪堕ちする魔法少女の話（南倉 久美[16]）
- りとる†びっち 〜Little Bitch Girls in Hog Farm〜（エレナ、えりか[17][18]）

#### 2012年
- 魔王と踊れ! CODE:ARCANA（メリシア[19][20]）

#### 2013年
- 巨乳熟女教師 〜不良にヤられたアラフォー母と学園のアイドル〜（雪奈[21][22]）
- 愛する息子の躾け方 〜ママ達の男の子M化教育〜（今川 千鶴子[23]）
- どろり甘エロご奉仕性活!（伊那里 美咲[24]）
- 受け触手（魔神 菜々美）[25]
- お姉ちゃん催眠ビフォーアフター（大路 みくも[26]）
- 魔女っ娘LO～るプレイ（夢野 さくら[27]）

#### 2014年
- 凜戒学園（速水 鏡香[28]）
- ギャル看守リナちゃんのM男化性教育指導（リナちゃん）[29]

#### 2015年
- ろーらいず!!!（北條 美久）[30]